# Arthur Moulin
Pour les articles homonymes, voir Moulin.
Arthur Moulin est un homme politique français, vétérinaire, né le 4 juillet 1924 à Saint-Aubin (Nord) et mort le 9 mai 2017 à Angers (Maine-et-Loire).
Il est élu député de 1958 à 1967 puis de 1968 à 1973.
Il est élu sénateur du Nord en 1983 et ne se représente pas en 1992. Il se retire alors de la vie politique.

## Autres mandats
- Maire d'Avesnes-sur-Helpe de 1971 à 1989
- Conseiller général du Nord de 1967 à 1985